# Сиджхата
Сиджхата, также Шрисуджатхи (санскр. Sri Sujathi) — королева-консорт Камбоджи XVIII века, супруга короля Сатхи II, дочь короля Чея Четты IV.

## Биография
Принцесса Сиджхата родилась в 1688 году, была третьей дочерью короля Чея Четты IV. Чей Четта IV и его зять — Анг Эм, — были соправителями в период с 1710 по 1722 гг., в то время пока сын Чея Четты IV — Дхаммараджа, — находился в Сиаме. 
Король Чей Четта IV умер в 1729 году, а его соправитель Анг Эм отрекся от престола в пользу своего сына — Сатхи, — который был женат на сводной сестре его жены — Сиджхате, — которая, таким образом, стала королевой-консорт. По всей видимости, Сиджхата и Сатха проживали отдельно друг от друга. Надпись описывает, как некая анудж кшатри, «молодая королева», основала свой собственный двор в Самрон Сене, где посещала детей, племянников и племянниц короля — эта женщина отождествляется с Сиджхатой. 
После смерти своего отца в 1736 году Сатха некоторое время правил из Лонгвека. Когда в 1736 году умер тесть Сиджхаты, отрекшийся от престола бывший король Анг Эм, королева Сиджхата, а также ее родственники попытались изгнать его.
В той же надписи говорится и о маха-кшатри, «великой царице», «дочери царя Каэв Хуа». Сиджхату ошибочно связывали с ней, однако это были два разных человека.